# Марк Ведреш
Марк Ведреш (угор. Vedres Márk, уроджений Маєр Вайнбергер (Weinberger Majer), 13 вересня 1870, Ужгород — 12 серпня 1961, Будапешт) — угорський скульптор. Його стиль — метаморфоза кубізму та неокласицизму.

## Діяльність
Син Шамуеля Вайнбергера та Рози Гуттман. Початкову художню освіту спочатку здобував у рідному місті — в Ужгородській керамічній спеціалізованій школі. Опісля деякий час працював на керамічному заводі. Заощадивши кошти, їде до Мюнхена, де продовжує навчання в приватній художній школі Шимона Голлоші, а потім, у 1885 році, ще й в академії Юліана в Парижі, де стає учнем відомого скульптора Огюста Родена. У 1919 році отримав призначення вчителя в Угорській академії образотворчого мистецтва.
У свій ранній творчий період він зробив невеликі бронзові статуї класичної будови, де детально висвітлювали характерні риси людського тіла та рельєфи, що дотримувались правил площинності. Він був членом групи «Вісім художників», виставляючи їхні твори разом.
Стиль робіт Марка Ведреша спочатку формувався під впливом Родена, а після того, як скульптор оселився у Флоренції, де він прожив з 1925 р. по 1934-ий, його стиль поступово змінюється під впливом новітніх напрямів того часу. У Флоренції працює над кубістичними скульптурами, завдяки яким отримав всесвітнє визнання. Саме у цьому італійському місті Ведреш по-справжньому зрозумів теорію Адольфа Гільдебранда, котрий, беручи до уваги античну скульптуру, вважав за ідеал суто пластичні форми. Так, Марк Ведреш і надалі в своїй творчості опирався на уроки флорентійської ренесансної скульптури і на теорію Гільдебранда. Невеличка бронзова двофігурна композиція «Чоловік і жінка» — найкраща робота цього періоду. Тема скульптури — Адам і Єва — класична. При всій мініатюрності ця скульптура справляє монументальне враження.
З 1934 року він постійно оселився в Будапешті. З 30-х років минулого століття він вирішував проблеми будови тіла, законів рівноваги, руху та простору у своїх переважно мармурових скульптурах та рельєфах. Він був плідним художником, виступаючи на дедалі більших виставках як в Угорщині (Будапешт), так і за кордоном (Париж, Берлін, Відень, Венеція, Лондон, Кельн, Амстердам). Його скульптури також виставлялися в Сан-Франциско, скрізь виграючи нагороди та відзнаки.
Марк Ведреш втілював свої художні задуми в різних напрямах та стилях. Кубізм, арт-деко («Пані», 1934), класицизм («Шипи», близько 1946, «Чоловік, що набиває косу», 1946). Його пізня робота «Фонтан юності» («Фонтан миру»), виконана в стилі класицизму, вирізняється на фоні тогочасного соцреалізму (1955—1960).
Скульптури Марка Ведреша були виставлені у Парижі, Берліні, Відні, Венеції, Лондоні, Кельні, Амстердамі.
Скульптор двічі отримував найвищу відзнаку Угорщини — премію Лайоша Кошута — за видатний внесок у розвиток мистецтва. В 1958-му отримав звання заслуженого художника. Його твори відзначені низкою нагород: золота медаль у Відні, відзнаки у Парижі, Лондоні та Сан-Франциско.
Марк Ведреш брав участь у кількох індивідуальних та колективних виставках. У 1911 р. виставляється разом із найбільш сучасними на той час художниками Угорщини — творчою групою «Мистецтво вісьмох».
Помер скульптор у Будапешті 12 серпня 1961 року в 90-літньому віці.
Після його смерті, у 1962 році, Угорська національна галерея організувала меморіальну виставку робіт митця. Більшість творів Марка Ведреша зберігається в Угорській національній галереї.
Після його смерті Угорська національна галерея влаштувала меморіальну виставку його робіт у 1962 році. Більшість його робіт зберігається в Угорській національній галереї, це переважно гіпсові виливки, але він також має роботи в колекції Деака в Секешфехерварі та в інших європейських районах і навіть в Америці.

## Творчість
- 1902 Fiú (bronz, magasság: 20 cm; Deák Gyűjtemény — Városi Képtár, Székesfehérvár)
- 1903 Első emberpár (bronz, magasság: 36,5 cm; Magyar Nemzeti Galéria, Budapest)
- 1903 Éneklő fiú (Magyar Nemzeti Galéria, Budapest)
- (1904 körül) Sarukötő (bronz, magasság: 37,4 cm; Magyar Nemzeti Galéria, Budapest)
- 1905 Fuvolázó fiú (bronz, magasság: 36 cm; Janus Pannonius Múzeum, Pécs)
- 1908 Leány (bronz, magasság: 25 cm; Deák Gyűjtemény — Városi Képtár, Székesfehérvár)
- 1908 Tehervivő férfiakt: kőhordó (bronz, magasság: 38 cm; Janus Pannonius Múzeum, Pécs)
- 1910 Álló női akt (bronz, magasság: 49 cm; magántulajdonban)
- (1911 előtt) Korsós lány (bronz, magasság: 37,5 cm; Magyar Nemzeti Galéria, Budapest)
- (1913 körül) Álló fiú (bronz, magasság: 63,5 cm; Magyar Nemzeti Galéria, Budapest)
- 1925 Pihenés (gipsz, magasság: 60 cm; Magyar Nemzeti Galéria, Budapest)
- 1926 Lépő női akt (gipsz, magasság: 102 cm; Magyar Nemzeti Galéria, Budapest)
- 1928 Fekvő női akt (gipsz, magasság: 22 cm; Magyar Nemzeti Galéria, Budapest)
- 1928 Pihenő nő (gipsz, magasság: 110 cm; Magyar Nemzeti Galéria, Budapest)
- 1929 Két nővér (gipsz, magasság: 43 cm; Magyar Nemzeti Galéria, Budapest)
- 1929 Mellét fogó ülő női akt (gipsz, magasság: 72 cm; Magyar Nemzeti Galéria, Budapest)
- 1925—1934 Ülő női akt (gipsz, magasság: 57 cm; Magyar Nemzeti Galéria, Budapest)
- 1925—1934 Könyöklő női akt (gipsz, magasság: 60 cm; Magyar Nemzeti Galéria, Budapest)
- 1925—1934 Két nővér (gipsz, 87 x 64 cm; Magyar Nemzeti Galéria, Budapest)
- 1925—1934 Halász fiú (gipsz, magasság: 105 cm; Magyar Nemzeti Galéria, Budapest)
- 1925—1934 Haját fogó női akt (gipsz, magasság: 96 cm; Magyar Nemzeti Galéria, Budapest)
- 1925—1934 Kezét csípőre tevő nő (gipsz, magasság: 90 cm; Magyar Nemzeti Galéria, Budapest)
- 1925—1934 Haját fogó női akt (gipsz, magasság: 80 cm; Magyar Nemzeti Galéria, Budapest)
- 1925—1934 Széttett lábakkal ülő fiú (gipsz, magasság: 72 cm; Magyar Nemzeti Galéria, Budapest)
- 1925—1934 Kerevetre támaszkodó nő (gipsz, magasság: 55 cm; Magyar Nemzeti Galéria, Budapest)
- 1925—1934 Fejét lehajtó álló női akt (gipsz, magasság: 90 cm; Magyar Nemzeti Galéria, Budapest)

- 1925—1934 Kövön ülő női akt (gipsz, magasság: 55 cm; Magyar Nemzeti Galéria, Budapest)
- 1925—1934 Zárt lábakkal ülő fiú (gipsz, magasság: 68 cm; Magyar Nemzeti Galéria, Budapest)
- 1925—1934 Felnéző ülő női akt (gipsz, magasság: 68 cm; Magyar Nemzeti Galéria, Budapest)
- 1925—1934 Combjára támaszkodó ülő női akt (gipsz, magasság: 76 cm; Magyar Nemzeti Galéria, Budapest)
- 1925—1934 Felhúzott lábakkal ülő nő (gipsz, magasság: 63 cm; Magyar Nemzeti Galéria, Budapest)